# Udo Mantau
Udo Mantau (* 17. Oktober 1950 in Lippstadt) ist ein deutscher Volkswirt, Marktforscher und Professor für Ökonomie der Forst- und Holzwirtschaft im Zentrum Holzwirtschaft an der Universität Hamburg.

## Leben
Udo Mantau studierte von 1971 bis 1976 Volkswirtschaftslehre an der Universität Bonn und der Albert-Ludwigs-Universität Freiburg mit dem Schwerpunkt Rechtswissenschaft. Die Promotion erfolgte 1976, danach ging er von 1976 bis 1979 an die Universitäten in Stockholm und Freiburg und übernahm nachfolgend verschiedene Aufträge im Bereich der Holzwirtschaft. 1981 habilitierte er über ein ökonometrisches Holzhandelsmodell. Bis 1982 erfolgten Forschungsaufenthalte in Seattle, Berkeley und Freiburg.
Von 1983 bis 1990 war Mantau Leiter der Marktforschungsabteilung der Heinze GmbH, einem Marketingserviceanbieter im Baubereich und Tochter der Bertelsmann AG. 1991 erfolgte der Ruf auf die Professur für Ökonomie der Forst- und Holzwirtschaft am Zentrum Holzwirtschaft der Universität Hamburg. Diese hatte er von April 1992 bis zu seinem Eintritt in den Ruhestand 2016 inne.
Mantau ist Inhaber des Beratungsunternehmens INFRO (Informationssysteme für Rohstoffe). Udo Mantau ist verheiratet und hat zwei Kinder.

## Forschung
Die Forschungsschwerpunkte von Udo Mantau liegen in den Bereichen Markt- und Politikanalysen des Bau- und Holzmarktes. Mantau hat eine Rohstoff-Gesamtrechnung für den Rohstoff Holz entwickelt. Mantau leitete das EUwood-Projekt, das auch die European Forest Sector Outlook Study (EFSOS II) maßgeblich geprägt hat. Zuletzt hat er mit der Wood-Flow-Analysis eine vollständig Stoffstromanalyse des Holzes vom Wald über die Verarbeitungsstufen, die energetische Verwendung und Recyclingströme erstellt, die Grundlage des EU-Projektes „Cascade“ war.